# Jerez de la Frontera
Jerez de la Frontera – miasto w południowo-zachodniej Hiszpanii, w Andaluzji, w prowincji Kadyks. Ludność: 215,1 tys. mieszkańców (2013). Miasto jest znane z produkcji sherry oraz ze stadnin koni.
W mieście znajduje się stacja kolejowa Jerez de la Frontera oraz tor Formuły 1 Circuito Permanente de Jerez, na którym kierowcy często testują bolidy.

## Historia
Nazwa miasta pochodzi od fenickiej osady Xera, zromanizowanej później jako Ceret oraz Sèrès. Dokładna lokalizacja pierwotnej miejscowości nie jest znana. Po okresie panowania rzymskiego przekształciła się w ośrodek wizygocki, by wraz z najazdem arabskim stać się świadkiem zagłady państwa Wizygotów. W pobliżu Jerez de la Frontera bowiem wojska króla Roderyka poniosły w bitwie nad rzeką Guadelete w 711 roku miażdżącą porażkę w starciu z ponad czterokrotnie mniej liczebnymi oddziałami arabskimi pod dowództwem Tarik ibn Ziyada. Pod panowaniem arabskim miasto było znane jako Scherisch. Miasto ponownie znalazło się w rękach chrześcijan w 1264 roku za sprawą Alfonsa X Mądrego, a jego nazwę sprowadzono do Xeres lub Xerez. Od XVI wieku miasto intensywnie rozwijało się za sprawą wzrostu popularności wytwarzanego tu wina – sherry.

## Najważniejsze zabytki i atrakcje turystyczne

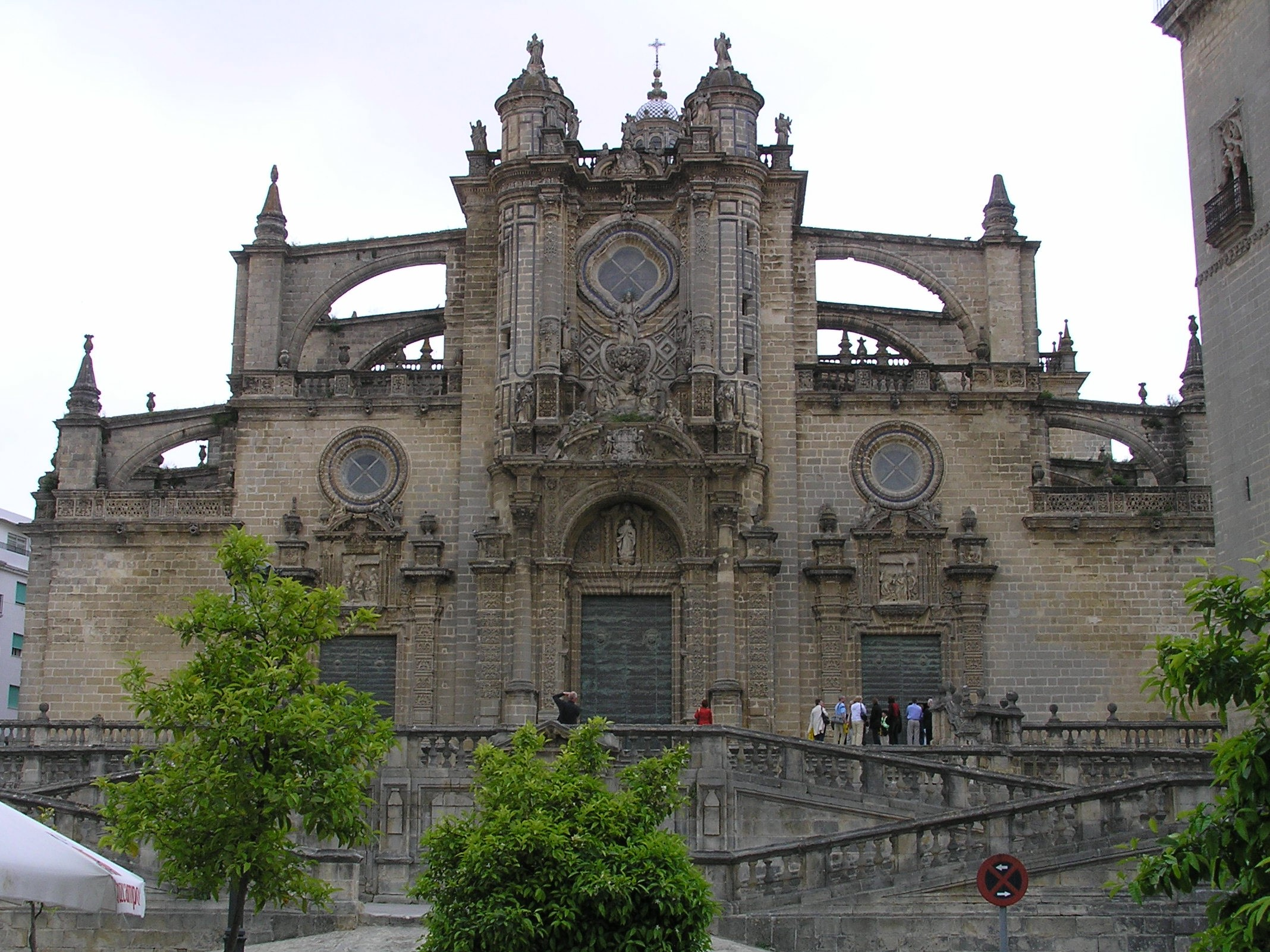
Fasada Colegiata de San Salvador

- Colegiata de San Salvador, barokowy, największy kościół w mieście, budowany od roku 1695 w miejscu XIII wiecznego kościoła, który z kolei powstał na fundamentach meczetu. Kościół zaprojektowany był przez Diego Moreno Meléndeza, a budowę ukończył Torquato Cayón de la Vega. Wewnątrz można podziwiać Virgen Nina Dormida (Madonna jako śpiące dziecko) Zurbarána i krucyfiks Cristo de la Viga pochodzący z XVII wieku.
- Iglesia de San Miguel, zbudowany w XV wieku w stylu izabelińskim. Barokowa fasada zbudowana została w latach 1672–1701 na podstawie projektu Diego Moreno Meléndeza. Wewnątrz zwraca uwagę barokowe retabulum Juana Martineza Montañésa i Joségo de Arce.
- La Cartuja de Santa María de la Defensión, klasztor kartuzów, położony około 5 km od Jerez, przy drodze w kierunku Medina-Sidonia, założony w 1463 przez Alvaro Obertosa Valero y Morla, szlachcica z Genui. Portal klasztoru według projektu Andrésa Ribery, trzeci jego krużganek został dobudowany przez Juana Martineza Montañésa. Klasztor słynął z hodowli koni i skarbów sztuki, z których najcenniejszy, ołtarz główny zdobiony obrazami Zurbarána, podczas likwidacji klasztoru w XIX wieku został rozebrany a obrazy trafiły do wielu muzeów i galerii.
- Alkazar, z XII wieku, z kaplicą Santa Maria la Real wzniesioną w 1264 roku przez Alfonsa X i łączącą elementy gotyckie z pozostałościami arabskiego meczetu (m.in. minaretem znajdującym się w północno-wschodnim rogu budowli.
- Casa de Caildo Viejo, renesansowy pałac, pełniący obecnie funkcję ratusza, zbudowany w 1575 roku przez architektów Andrésa Riberę, Martína de Oliva i Bartolomé Sáncheza. Budowla jest połączeniem loggii w stylu włoskim i fasady w stylu plateresk, przedzieloną jeszcze kolumnami korynckimi i statuami Heraklesa i Cezara.
- XVIII wieczny Palacio de Pemartin położony przy placu Plaza de San Juan. Aktualnie siedziba Centro Andaluz de Flamenco ośrodka popularyzującego poprzez wystawy i środki audiowizualne kulturę flamenco.
- Szkoła jazdy konnej Real Escuela Andaluza de Arte Ecuestre, która w każdy czwartek organizuje pokaz umiejętności wyszkolonych koni.

## Klimat
| Miesiąc | Sty  | Lut  | Mar  | Kwi  | Maj  | Cze  | Lip  | Sie  | Wrz  | Paź  | Lis  | Gru  | Roczna |
| --- | ---- | ---- | ---- | ---- | ---- | ---- | ---- | ---- | ---- | ---- | ---- | ---- | ------ |
| Średnie temperatury w dzień [°C]                                                                                                  | 16.2 | 17.8 | 20.8 | 22.2 | 25.5 | 29.9 | 33.6 | 33.5 | 30.4 | 25.5 | 20.2 | 16.9 | 24,4   |
| Średnie dobowe temperatury [°C]                                                                                                   | 10.7 | 12.1 | 14.5 | 16.0 | 19.0 | 22.9 | 25.9 | 26.1 | 23.7 | 19.6 | 14.9 | 12.0 | 18,1   |
| Średnie temperatury w nocy [°C]                                                                                                   | 5.2  | 6.4  | 8.3  | 9.8  | 12.5 | 15.9 | 18.1 | 18.7 | 17.0 | 13.7 | 9.5  | 7.1  | 11,9   |
| Opady [mm] | 78   | 56   | 37   | 49   | 30   | 9    | 1    | 2    | 27   | 72   | 96   | 109  | 570    |
| Średnia liczba dni z opadami | 6.4  | 6.2  | 5.2  | 5.7  | 3.6  | 1.1  | 0.3  | 0.2  | 2.2  | 5.8  | 6.9  | 8.4  | 52,5   |
| Wilgotność [%] | 77   | 73   | 67   | 64   | 60   | 56   | 52   | 55   | 61   | 69   | 75   | 79   | 66     |
| Średnie usłonecznienie [h] | 184  | 187  | 224  | 251  | 300  | 318  | 354  | 334  | 250  | 225  | 184  | 158  | 2965   |
| Źródło: Agencia Estatal de Meteorología (liczba dni z opadami dla wartości 1 mm, wysokość 27 m n.p.m., 26 km od morza, 1981-2010) |      |      |      |      |      |      |      |      |      |      |      |      |        |

## Współpraca
Miejscowości partnerskie:
- Arles, Francja
- Biarritz, Francja
- Jerez de García Salinas, Meksyk
- Kiyosu, Japonia
- Las Palmas de Gran Canaria, Hiszpania
- Lorca, Hiszpania
- Pisco, Peru
- Sewilla, Hiszpania
- Tequila, Meksyk
- Waregem, Belgia